# Mur-de-Sologne
Mur-de-Sologne é uma comuna francesa na região administrativa do Centro, no departamento Loir-et-Cher. Estende-se por uma área de 50,19 km². Em 2010 a comuna tinha 1 535 habitantes (densidade: 30,6 hab./km²).